# Premio Nacional de Periodismo Cultural de Venezuela
El Premio Nacional de Periodismo Cultural de Venezuela fue un galardón anual entregado a varios comunicadores sociales y promotores culturales que elaboraron reseñas e investigaciones en relación con la Cultura de Venezuela. Fue uno de los Premios Nacionales de Cultura.
Su galardón se entregó bienalmente entre 1990 y el 2000. 

## Galardonados
| Año  | Artista                 |
| ---- | ----------------------- |
| 1990 | José Ratto Ciarlo       |
| 1990 | Nelson Luis Martínez    |
| 1992 | Lorenzo Batallán        |
| 1994 | Luis Alberto Crespo     |
| 1996 | Pascual Venegas Filardo |
| 1998 | Pedro Francisco Lizardo |
| 2000 | Pablo Antillano         |
| 2000 | Virginia Betancourt     |

- Datos: Q6084764